# Pauleen Luna

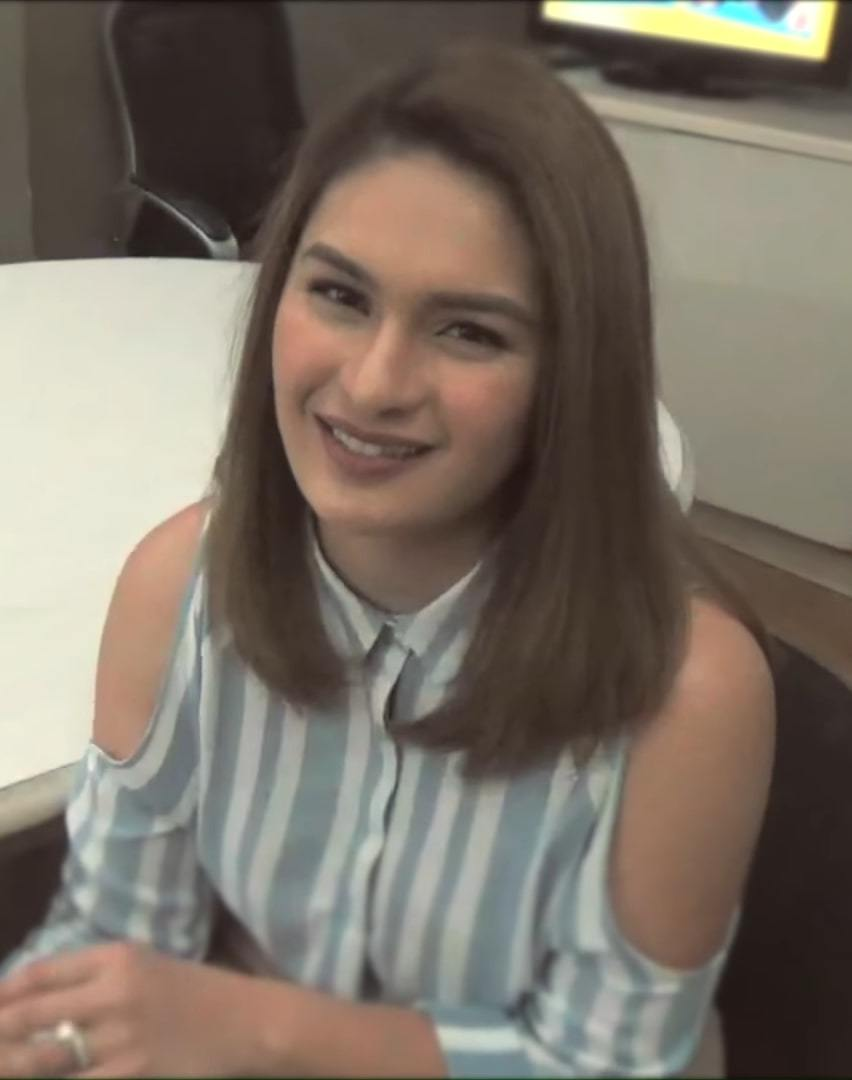
Pauleen Luna, 2017

Pauleen Marie Javier Luna, verheiratete Luna-Sotto, (* 10. November 1988 in Metro Manila) ist eine philippinische Schauspielerin.

## Leben
Lunas Karriere startete 1995 in der Talentshow Eat Bulaga!’s Little Miss Philippines. Mit dreizehn Jahren begann sie zu schauspielern, als sie 2002 Mitglied von ABS-CBN Corporations Star Magic Batch 11 wurde. Später wechselte sie zu GMA Network.
Sie spielte 2005 die Hauptrolle Odessa in der Fernsehserie Etheria, der zweiten Fortsetzung der Encantadia-Trilogie und erschien 2008 als Cherry in Ako si Kim Samsoon, einem philippinischen Remake der ausgezeichneten koreanischen Fernsehserie My Lovely Sam Soon. Im selben Jahr verkörperte sie die Adita in der Serie Luna Mystika. Ein Jahr später trat sie an der Seite von Dennis Trillo und Jennica Garcia als Camille in der romantischen Comedyserie Adik Sa’Yo auf. Ebenfalls 2009 erhielt sie die Hauptrolle Sofia Montemayor in der Dramaserie Ikaw Sana.
Im Januar 2016 heiratete sie ihren 34 Jahre älteren Eat Bulaga!-Co-Moderator Vic Sotto.

## Filmografie (Auswahl)

### Fernsehserien
- 2002: Berks
- 2003: Basta’t Kasama Kita
- 2004: Marina
- 2005: Eat Bulaga!
- 2005: Etheria: Ang Ikalimang Kaharian ng Encantadia
- 2005: My Guardian Abby
- 2005: Qpids
- 2005: Bora: The Sons of Beach
- 2006: Pinakamamahal
- 2006: Now and Forever: Agos
- 2006: Encantadia: Pag-ibig Hanggang Wakas
- 2006: Hongkong Flight 143
- 2007: Zaido: Pulis Pangkalawakan
- 2007: Mobile Sheriff Jiban (Stimme)
- 2008: Luna Mystika
- 2008: Ako si Kim Samsoon
- 2009: Ikaw Sana
- 2009: Adik Sa’Yo
- 2010: Sine Novela: Trudis Liit
- 2010: Lokomoko U
- 2011: Iglot
- 2011: Dwarfina
- 2012: Magdalena
- 2012: My Daddy Dearest
- 2013: Wagas: The Giselle and Emil Sanchez Love Story
- 2013: Genesis
- 2013: Magpakailanman: Kasalanan Ba ang Umibig
- 2013: Unforgettable
- 2014: My Destiny
- 2014: The Borrowed Wife
- 2015: Dangwa
- 2015: The Rich Man’s Daughter
- 2015: Eat Bulaga Lenten Special: Pangako ng Pag-ibig
- 2016: Magpakailanman: Tamang Pag-ibig sa Maling Panahon

### Filme
- 2003: My First Romance
- 2004: Volta
- 2006: Blue Moon
- 2006: White Lady
- 2006: ZsaZsa Zaturnnah: Ze Moveeh
- 2007: My Kuya's Wedding
- 2007: Shake, Rattle and Roll 9
- 2008: Iskul Bukol 20 Years After (Ungasis and Escaleras Adventure)
- 2010: Sigwa
- 2011: Enteng Ng Ina Mo
- 2015: My Bebe Love